# Resia
Resia (friülà Rèsie, eslovè Rezija) és un municipi italià, dins de la província d'Udine. L'any 2007 tenia 1.175 habitants. Limita amb els municipis de Kobarid (Eslovènia), Chiusaforte, Lusevera (Bardo), Bovec (Eslovènia), Resiutta (Na Bili) i Venzone (Pušja Ves).
Comprèn les fraccions de Gniva (Njiva), Oseacco (Osoane), Prato di Resia (Ravanca), San Giorgio (Bila), Stolvizza (Solbica) i Uccea (Učja).
La majoria de la població parla un dialecte de l'eslovè, bastant allunyat de la llengua eslovena estàndard. Culturalment i geogràficament, la Vall de Rèsia fa part de l'Eslovènia friülana.

## Administració
| Període | Identitat        | Partit        |
| ------- | ---------------- | ------------- |
| 2004-   | Sergio Barbarino | Llista cívica |